# Eliot Halverson
Eliot Jon Halverson (ur. 8 listopada 1990 w Bogocie) – amerykański łyżwiarz figurowy. W 2007 został mistrzem USA juniorów, następnie zdobywając dziesiąte miejsce w skali światowej. 

## Życie prywatne
Urodził się w Bogocie w Kolumbii i został adoptowany w wieku pięciu miesięcy. Mieszkał i trenował w Saint Paul w Minnesocie aż do 2008. W tym roku rozpoczął szkolenie w Ann Arbor. Jego rodzice są rozwiedzeni, a Halverson mieszka ze swoją matką. Od małego uczył się w domu. 
Ponieważ Mistrzostwa USA w Łyżwiarstwie Figurowym w 2008 odbyły się w jego rodzinnym mieście, St. Paul, Halverson został twarzą mistrzostw w tamtym roku. 

## Odznaczenia
Z powodu jego sukcesu w łyżwiarstwie 21 kwietnia 2007 został ogłoszony jako  „Eliot Halverson Day” w St. Paul.